# Herculis
Herculis – mityng lekkoatletyczny rozgrywany rokrocznie w Monako na stadionie Louisa II. Do 2002 roku zawody zaliczane były do cyklu Golden League, a od sezonu 2010 znalazły się w kalendarzu diamentowej ligi. W latach 2003–2005 mityng był jednocześnie Światowym Finałem Lekkoatletycznym IAAF.